# Alaksandr Sidarenka
Alaksandr Mikałajewicz Sidarenka (biał. Аляксандр Мікалаевіч Сідарэнка, ros. Александр Николаевич Сидоренко; ur. 8 stycznia 1972) – białoruski zapaśnik walczący w stylu klasycznym. Olimpijczyk z Atlanty 1996, gdzie zajął czwarte miejsce w kategorii 90 kg.
Dziesiąty na mistrzostwach świata w 1998. Czwarty na mistrzostwach Europy w 1996. Wojskowy wicemistrz świata w 2001 roku.